# Wassan-mon-ganeehla-ak
Dans la mythologie abénaquise, les Wassan-mon-ganeehla-ak sont une race d'humain qui jouent avec une boule de lumière. Ce sont eux qui provoque les aurores boréales.